# Indomelothria
Indomelothria — рід квіткових рослин родини гарбузових.
Його рідний ареал — від Індокитаю до Західної Малезії.
Види:
- Indomelothria blumei (Ser.) W.J.de Wilde & Duyfjes
- Indomelothria chlorocarpa W.J.de Wilde & Duyfjes